# Los Molinos, Kalifornien
Los Molinos är en så kallad census-designated place i Tehama County i Kalifornien. Vid 2010 års folkräkning hade Los Molinos 2 037 invånare.